# Paso de los Toros
Pour les articles homonymes, voir Paso.
Paso de los Toros est une commune uruguayenne située sur la rive nord du Río Negro dans le département Tacuarembó. C'est la seconde ville la plus peuplée du département, après le chef-lieu Tacuarembó.
Ses habitants sont les Isabelinos.

## Population
| Année | Population |
| ----- | ---------- |
| 1963  | 9 522      |
| 1975  | 13 032     |
| 1985  | 13 026     |
| 1996  | 13 315     |
| 2004  | 13 459     |

Référence,:

## Personnalités liées à la ville
- Juani VN: chanteur, compositeur, musicien et producteur.
- Mario Benedetti: écrivain.